# Dow Travers
Dow Travers (* 8. Juli 1987 in George Town, Cayman Islands) ist ein ehemaliger britisch-caymanischer Skirennläufer. Er startet hauptsächlich in den technischen Disziplinen Riesenslalom und Slalom, aber auch im Super-G. Bei den Olympischen Winterspielen 2010 in Vancouver nahm er als erster Sportler der Cayman Islands überhaupt an Olympischen Winterspielen teil.

## Karriere
Dow Travers wurde auf Grand Cayman geboren und besuchte zunächst ein Internat in Großbritannien. Er studierte Geobiologie er an der Brown University in Providence. Das Skifahren erlernte er nach einigen Angaben während der Familienurlaube in Colorado.
Sein internationales Renndebüt gab Travers am 4. April 2004 beim FIS Riesenslalom in Méribel, zunächst für Großbritannien bevor er nach der Saison 2006/07 zum caymanischen Skiverband wechselte. Bis zum Jahr 2009 startete er hauptsächlich bei FIS-Rennen sowie diversen nationalen Meisterschaften. Dann folgte seine erste Teilnahme an einem internationalen Großereignis. Bei den Weltmeisterschaften in Val-d’Isère belegte er den 65. Platz im Slalom von gesamt 67 klassierten Läufern. Im Riesenslalom scheiterte er im Qualifikationsrennen. Im darauffolgenden Jahr vertrat er sein Land erstmals bei Olympischen Winterspielen. In Vancouver belegte er den 69. Rang, allerdings von 81 klassierten Läufern.
In den darauffolgenden Jahren startete Travers hauptsächlich bei FIS-Rennen in den USA, wobei vordere Platzierungen jedoch ausblieben. 2014 startete er erneut bei Olympischen Winterspielen. In Sotschi schied er jedoch sowohl im Riesenslalom als auch im Slalom aus. Seitdem hat er keine internationalen Rennen mehr bestritten.

## Sonstiges
Travers spielt auch im Rugby-Nationalteam der Cayman Islands. Travers Mutter Mary Ann ist Britin und wuchs in Kanada auf, sein Vater Anthony stammt von den Cayman Islands. Dadurch besitzt er die Staatsbürgerschaften des Vereinigten Königreichs, Kanadas und der Cayman Islands.
Seine Brüder Dean Travers und Dillon Travers waren ebenfalls als Skirennläufer aktiv.

## Erfolge

### Olympische Winterspiele
- Vancouver 2010: 69. Riesenslalom
- Sotschi 2014: DNF Riesenslalom, DNF Slalom

### Weltmeisterschaften
- Val-d'Isère 2009: 65. Slalom, DNQ Riesenslalom

### Weitere Erfolge
- 5 Platzierungen unter den besten 30 bei FIS-Rennen